# 胡執禮
胡執禮（1539年—1589年），字汝立，號雅斋，陝西行都司永昌衛人，民籍，明朝政治人物。

## 生平
嘉靖三十四年（1555年）乙卯科陝西鄉試第五十三名舉人。嘉靖三十八年（1559年）中式己未科會試第九十四名，三甲第七十九名進士。初授保宁府推官，升刑部主事，改吏部，升文选司郎中，隆慶六年（1572年）十二月升通政司右通政、提督謄黃，万历二年（1574年）九月升太僕寺卿，三年九月升光禄寺卿，四年三月升太常寺卿，五年升應天巡撫右副都御史，七年十月升户部右侍郎，八年十月升户部左侍郎總督倉場，九年三月被論告病归。十二年三月起兵部左侍郎、管南京兵部右侍郎事，尋被御史譚耀、張文耀參其行事酷狠，被勒令致仕。十五年四月再起總督倉場户部左侍郎，十七年六月與妻同日卒，贈戶部尚書，予祭葬如例。

## 家族
曾祖胡昱；祖父胡景華，貢士；父胡岳，典膳。母劉氏。慈侍下。子大年、有年、允年。